# Eugène Cools
Pour les articles homonymes, voir Cools (homonymie).
Joseph Eugène Cools est un compositeur, pédagogue et éditeur de musique français, né le 27 mars 1877 à Paris et mort le 5 août 1936 à L'Isle-Adam (Val-d'Oise). Il est connu également sous le nom de Louis Malkine.

## Biographie
Joseph Eugène Cools naît le 27 mars 1877 dans le 3e arrondissement de Paris. Il effectue ses études musicales au Conservatoire de Paris, où il a comme professeurs André Gedalge, Gabriel Fauré et Charles-Marie Widor.
En 1906, il est lauréat du prix Cressent pour sa Symphonie en ut mineur, créée le 20 janvier 1907 aux Concerts Colonne,. Il devient l'assistant de Gédalge cette même année au Conservatoire de Paris, enseignant le contrepoint et la fugue au sein de l'établissement jusqu'en 1923.
Il professe également à l'École normale de musique de Paris, à la création de l'institution en 1919. Outre des activités de critique musical au Monde musical, il devient en 1927 directeur des éditions Max Eschig.
Comme compositeur, Cools est l'auteur de deux opéras, Le Jugement de Midas (1922) et Kymris, d'un opéra bouffe, Beaumarchais, sur des thèmes de Rossini, de plusieurs opérettes, Magda, Les Violettes de la Malmaison et Ravioli, d'un poème symphonique, La Mort de Chénier, d'une suite symphonique, Hamlet, de Deux Pièces russes pour orchestre, de 80 mélodies et de nombreuses pièces pour piano et de musique de chambre.
Il est aussi l'auteur de l'article consacré au contrepoint dans l'Encyclopédie de la musique et dictionnaire du Conservatoire dirigée par Albert Lavignac.
Il meurt le 5 août 1936 à L'Isle-Adam. Il était chevalier de l'ordre de Léopold.
Adolphe Piriou souligne que « la sincérité des émotions, l'élégance et la clarté du style sont les qualités essentielles de l’œuvre d'Eugène Cools ».

## Œuvres
Parmi ses compositions, se distinguent notamment ses œuvres de musique de chambre :
- Sonate pour flûte et piano en fa majeur, op. 64
- Sonate pour piano et violon en la mineur, op. 79
- Quatuor à cordes
- Quintette pour piano et cordes

Ainsi que :
- Poème pour alto et orchestre ou piano (morceau de concours du Conservatoire de Paris en 1909), op. 74
- Lied pour violoncelle et piano, op. 75
- Sicilienne pour flûte et piano, op. 77
- Concertstück pour basson et piano (morceau de concours du Conservatoire de Paris en 1910), op. 80
- Allegro de concert pour trombone et piano (morceau de concours du Conservatoire de Paris en 1911), op. 81
- Sérénade toscane pour violoncelle et piano, op. 83
- Solo de concours pour cornet et piano (morceau de concours du Conservatoire de Paris en 1912), op. 84
- Berceuse pour violoncelle et piano, op. 86
- Prélude et Danse pour hautbois et piano (morceau de concours du Conservatoire de Paris en 1913), op. 89